# Andreas Kühne (Wissenschaftshistoriker)
Andreas Kühne (* 27. September 1952 in Halle (Saale)) ist ein deutscher Wissenschaftshistoriker mit Forschungsschwerpunkt Frühe Neuzeit sowie Kunstwissenschaftler, Kunstkritiker, -publizist und Ausstellungskurator.

## Leben
Andreas Kühne studierte ab 1971 an der Sektion für Technische Kybernetik der TU Ilmenau, damals: TH Ilmenau, wo er 1975 einen Abschluss als Dipl.-Ing. erwarb und 1981 zum Dr.-Ing. für Informationswissenschaft promoviert wurde. Von 1982 bis 1986 war er Archivar an der Deutschen Akademie für Naturforscher Leopoldina in Halle.
Parallel dazu studierte er Kunstgeschichte an der Martin-Luther-Universität Halle.
1991 wurde Kühne Mitarbeiter und 2000 Mitherausgeber der Nicolaus Copernicus Gesamtausgabe. An der LMU München erhielt er 1991 den Lehrauftrag Geschichte der Naturwissenschaften. Im Jahr 2000 erfolgte dort die Habilitation für dasselbe Fach mit der Arbeit Die deutschen Perspektivtheoretiker des 16. Jahrhunderts sowie die Ernennung zum Privatdozenten. 2008 wurde er zum außerplanmäßigen Professor der LMU ernannt.
2001 erfolgte die Ernennung zum Honorarprofessor an der Akademie der Bildenden Künste München. 2008 wurde er zum apl. Professor an der Universität München ernannt. 2009 bis 2010 war Kühne W2-Professor für Museologie an der Hochschule für angewandte Wissenschaft und Kunst (HAWK) in Hildesheim. 2012 erhielt er das Senior Saxl Fellowship am Warburg Institute in London.
Seit 2019 ist Kühne Senior Researcher am Forschungsinstitut des Deutschen Museums.
Ebenfalls 2019 schloss Kühne mit Band IV die 11 Bände umfassende Nicolaus Copernicus Gesamtausgabe ab. 
Darüber hinaus ist er seit 2014 Rezensionsredakteur für Sudhoffs Archiv und seit 2017 Mitherausgeber des Jahrbuchs Preußenland. Parallel zu seiner lehrenden und forschenden Tätigkeit arbeitete Kühne seit 1987 als Kunstkritiker (u. a. für die Süddeutsche Zeitung und „Kunst und Auktionen“) sowie als Ausstellungskurator.

## Mitgliedschaften
Die Bayerische Akademie der Schönen Künste wählte Kühne 2014 als ordentliches Mitglied der Abteilung Bildende Kunst. Seit 2022 ist er Direktor dieser Abteilung.
2008 wurde er membre correspondant der Académie internationale d’histoire des sciences.
2013 wählte ihn die Neue Münchner Künstlergenossenschaft (NMKG) als Ehrenpräsident.
In München ist er seit 2007 Vorstandsmitglied des Vereins Ausstellungshaus für christliche Kunst (VAH)
sowie seit 2011 Stiftungsbeirat der Dr.-Rolf-Linnenkamp-Stiftung.

Seit 2017 ist er Vorstandsmitglied des Kunstvereins Talstrasse e. V. in Halle (Saale).

## Veröffentlichungen (Auswahl)

### Herausgeber
- Nicolaus Copernicus Gesamtausgabe, gemeinsam mit Heribert M. Nobis, Menso Folkerts und Stefan Kirschner[12]

### Wissenschaftshistorische Aufsätze (Auswahl)
- mit Stefan Kirschner: Die Kunst der Arithmetik. Eine „Tabula Pytagora“ des Nürnberger Goldschmieds Wenzel Jamnitzer (1508–1585). In: Gudrun Wolfschmidt (Hrsg.): „Es gibt für Könige keinen besonderen Weg zur Geometrie“. Festschrift für Karin Reich (= Algorismus. Heft 60). Dr. Erwin Rauner Verlag, Augsburg 2006, ISBN 3-936905-23-1, S. 241–258.
- Die Kunst in der Natur. Albrecht Dürer als Autor mathematischer und kunsttheoretischer Schriften. In: Mamoun Fansa (Hrsg.): Ex oriente lux? Wege zur neuzeitlichen Wissenschaft (= Schriftenreihe des Landesmuseums Natur und Mensch. Heft 70). Verlag Philipp von Zabern, Mainz 2009, ISBN 978-3-8053-4075-5, S. 92–105.
- mit Stefan Kirschner: The Decline of Medieval Disputation Culture and the “Wittenberg Interpretations of The Copernican Theory”. In: Wolfgang Neuber, Thomas Rahn und Claus Zittel (Hrsg.): The Making of Copernicus. Early Modern Transformations of the Scientist and his Science (= Intersections. Band 36). Brill, Leiden/Boston 2015, ISBN 978-90-04-28110-3, S. 13–41, doi:10.1163/9789004281127_003 (eingeschränkte Vorschau in der Google-Buchsuche).
- Nicolaus Copernicus. Das neue Weltbild und seine Rezeption durch die Reformatoren. In: Stephanie Armer und Thomas Eser (Hrsg.): Luther, Kolumbus und die Folgen. Welt im Wandel 1500–1600. Verlag des Germanischen Nationalmuseums, Nürnberg 2017, ISBN 978-3-946217-06-0, S. 36–53, doi:10.11588/arthistoricum.380.541 (Katalog zur Ausstellung im GNM Nürnberg vom 13. Juli bis 12. November 2017).

### Festschriften als Herausgeber
- mit Menso Folkerts und Stefan Kirschner: Pratum floridum. Festschrift für Brigitte Hoppe (= Münchener Universitätsschriften  sowie Heft 38 von Algorismus. Studien zur Geschichte der Mathematik und der Naturwissenschaften). Dr. Erwin Rauner Verlag, Augsburg 2002, ISBN 3-9807122-3-0.
- mit Joseph W. Dauben, Stefan Kirschner, Paul Kunitzsch und Richard P. Lorch: Mathematics Celestial and Terrestrial. Festschrift für Menso Folkerts zum 65. Geburtstag (= Acta Historica Leopoldina. Band 54). Deutsche Akademie der Naturforscher Leopoldina, Halle (Saale) 2008, ISBN 978-3-8047-2482-2.

### Kunstwissenschaft (Auswahl)
- mit Lisa Kirch: Some thoughts on the changing presentation and preservation of modern and postmodern art. In: Ursula Schädler-Saub und Angela Weyer (Hrsg.): Theory and Practice in the Conservation of Modern and Contemporary Art. Reflections on the Roots and the Perspectives. Proceedings of the International Symposium held 13–14 January 2009 at the University of Applied Sciences and Arts, Faculty Preservation of Cultural Heritage, Hildesheim (= Schriften des Hornemann Instituts. Band 12). Archetype Publications, London 2010, ISBN 978-1-904982-54-8, S. 120–134.
- Die Herrschaft der Roboter – Monster, Androiden und Fabelwesen im Werk von Rudolf Schlichter. In: Matthias von der Bank, Claudia Heitmann und Sigrid Lange (Hrsg.): Rudolf Schlichter. Eros und Apokalypse. Michael Imhof Verlag, Petersberg 2015, ISBN 978-3-7319-0309-3, S. 33–41 (Ausstellungskatalog [PDF; 2,4 MB]).
- Transzendentes durch Transparentes darstellen – Zeitgenössische Kirchenfenster als Gestaltungselemente sakraler Räume. In: George Resenberg und Walter Zahner (Hrsg.): Zusammenspiel. Kunst im sakralen Raum (= Katalog […] der Deutschen Gesellschaft für christliche Kunst. Nr. 147). Schnell & Steiner, Regensburg 2018, ISBN 978-3-7954-3376-5, S. 200–207 (Katalog der Wanderausstellung[13]).
- Zum Eigenen gefunden. Skizze zu Leben und Werk von Rolf Nida-Rümelin. In: Andreas Kühne (Hrsg.): Rolf Nida-Rümelin. Bildhauer. Werkverzeichnis 1929-1996. Allitera Verlag, München 2019, ISBN 978-3-96233-180-1, S. 7–13.
- Bestände, Motive und Transitionen. Die Metall- und Stahlplastik an der „Burg“ vor dem Hintergrund der Kunstentwicklung in Deutschland. In: Matthias Rataiczyk (Hrsg.): Eisen- und Stahlplastik. Aspekte einer Entwicklung. Kunstverein „Talstrasse“ e. V., Halle (Saale) 2022, ISBN 978-3-948389-05-5, S. 29–41.
- Werke, die dem Glauben dienen. Die liturgische Neugestaltung von St. Oswald. In: Norbert Jocher, Geog Lindl und Hanns-Martin Römisch (Hrsg.): Die Pfarrkirche St. Oswald und Traunstein. Schnell & Steiner, Regensburg 2023, ISBN 978-3-7954-3791-6, S. 223–235.